# La Perla, Ixhuacán de los Reyes
La Perla är en ort i Mexiko.   Den ligger i kommunen Ixhuacán de los Reyes och delstaten Veracruz, i den sydöstra delen av landet, 220 km öster om huvudstaden Mexico City. La Perla ligger 1 508 meter över havet och antalet invånare är 108.
Terrängen runt La Perla är kuperad åt nordost, men åt sydväst är den bergig. Terrängen runt La Perla sluttar österut. Runt La Perla är det tätbefolkat, med 266 invånare per kvadratkilometer. Närmaste större samhälle är Coatepec, 17,5 km nordost om La Perla. I omgivningarna runt La Perla växer i huvudsak blandskog.